# دار بالقاضي

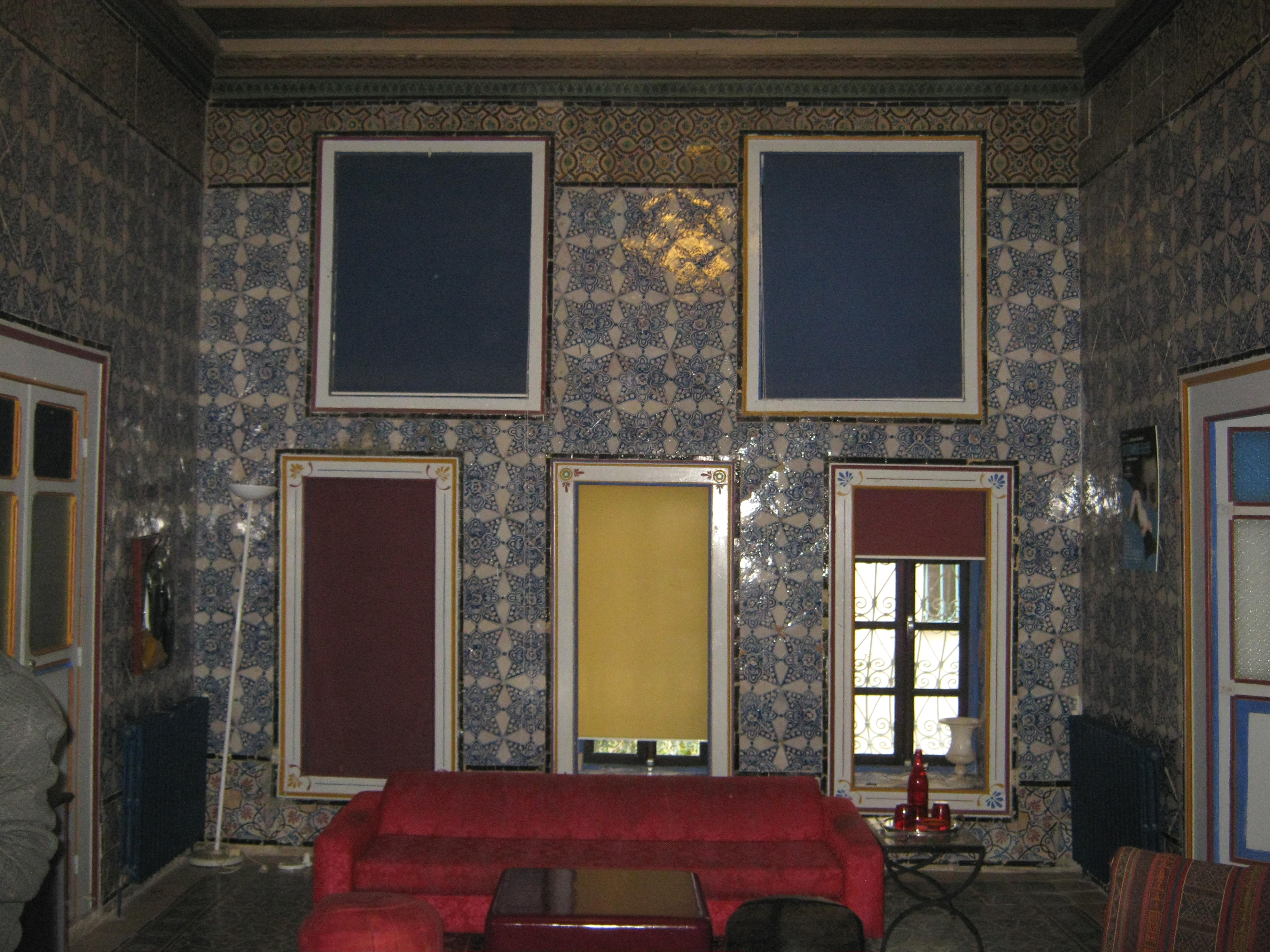
دار بالقاضي.

دار بالقاضي هي منزل يقع في مدينة تونس العتيقة، تحديدا في نهج الديوان. جزءٌ منها اليوم يستغل كغرفة استقبال سياحية.

## التاريخ
دار بالقاضي تعرف أيضا باسم دار الوزير، وكانت تستغل كلا جانبي نهج الديوان. في 1910، اشترت المنزل عائلة بلخوجة والتي بقيت فيه حتى 1996. تم نزع الطابق الأرضي في 1963. 

حاليا، هي مستغلة كغرفة استقبال سياحية تحت اسم الغرفة الزرقاء (La Chambre bleue).

## مقالات ذات صلة
- قصور مدينة تونس

## روابط خارجية
- الموقع الرسمي.